# Оксон Хил-Гласмејнор (Мериленд)
Оксон Хил-Гласмејнор (енгл. Oxon Hill-Glassmanor) град је у америчкој савезној држави Мериленд.

## Демографија
По попису из 2000. године број становника је 35.355.
| Група             | 2000.          | 2010.    |
| Белци             | 2.602 (7,4%)   | 0 (0,0%) |
| Афроамериканци    | 30.646 (86,7%) | 0 (0,0%) |
| Азијати           | 984 (2,8%)     | 0 (0,0%) |
| Хиспаноамериканци | 593 (1,7%)     | 0 (0,0%) |
| Укупно            | 35.355         | 0        |